# 仙台市立坪沼小学校
仙台市立坪沼小学校（せんだいしりつ つぼぬましょうがっこう）は宮城県仙台市太白区にあった公立小学校である。

## 概要
- 仙台市の南西部、村田町に境を接するに位置にある坪沼地区に坪沼小学校がある。
- 児童数減少に伴い、2015年3月31日をもって閉校となり、仙台市立生出小学校と統合となった。閉校時の児童数は8人で仙台市内では一番少ない学校だった[2]。

## 学区
- 坪沼地区

## 沿革
- 1873年（明治6年） - 名取郡熊野堂小学校坪沼支校として開校
- 1881年（明治14年） - 坪沼小学校として独立開校
- 1887年（明治20年） - 坪沼尋常小学校に改称
- 1900年（明治33年） - 生出尋常小学校坪沼分教場に改称
- 1941年（昭和16年） - 国民学校令により生出国民学校坪沼分教場に改称
- 1947年（昭和22年） - 学制改革により、生出村立生出小学校坪沼分校に改称
- 1954年（昭和29年） - 生出村立坪沼小学校として独立開校
- 1956年（昭和31年） - 仙台市立坪沼小学校に改称
- 1999年（平成11年）　- 新校舎完成
- 2015年（平成27年） - 閉校

## 卒業後の進路
- 生出中学校へ進学する。

## 跡地
閉校した坪沼小学校の跡地に2023年4月1日に不登校特例校のろりぽっぷ小学校が開校した。